# Mariánská výšina

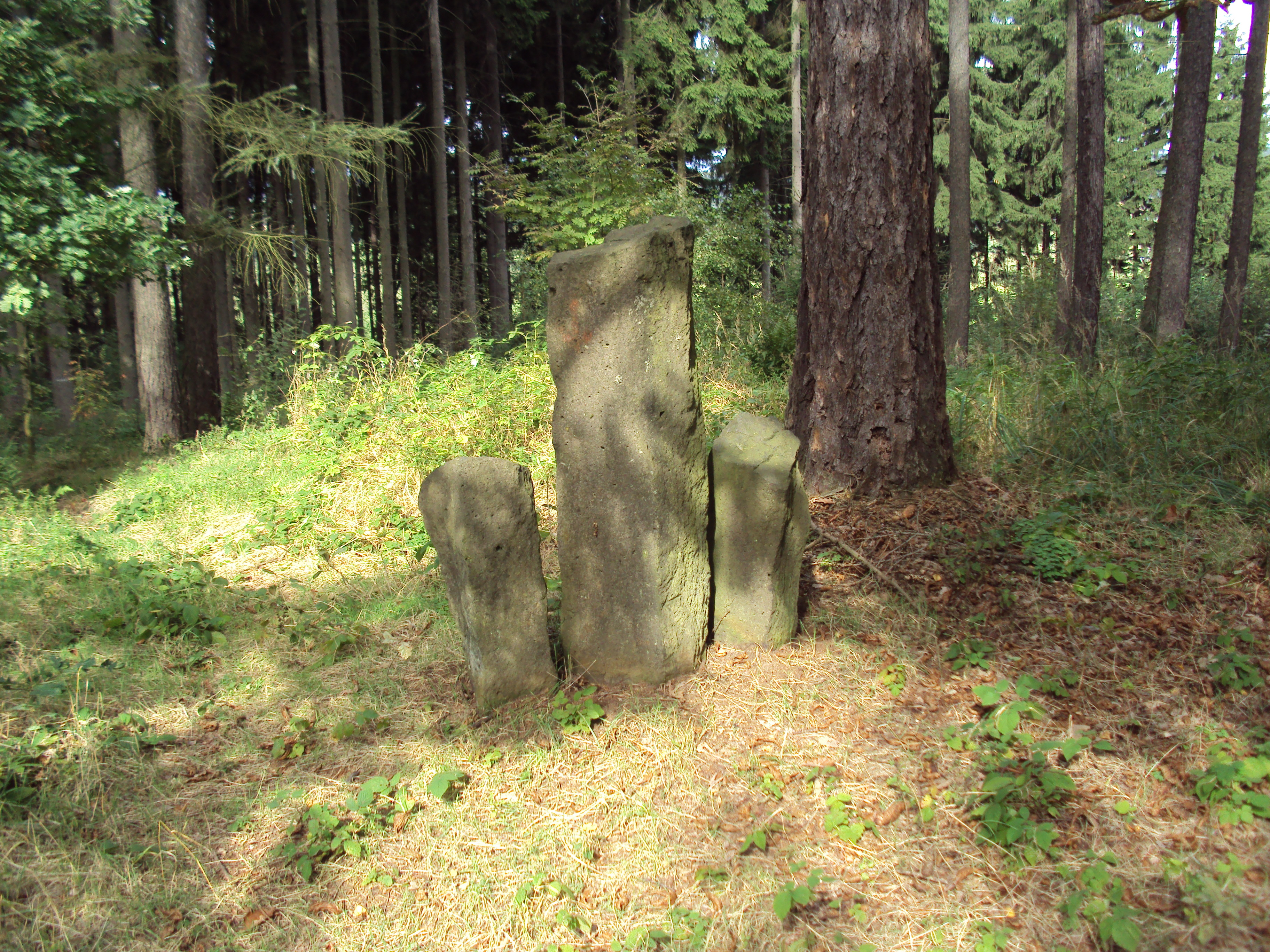
Obora, nejvyšší bod Mariánské výšiny

Mariánská výšina je název protáhlého zalesněného hřbetu severozápadně od Zákup na Českolipsku. Nejvyšším jejím místem je kopeček Obora, vysoký 371 m n. m.

## Popis lokality
Ze Zákup od vlakového nádraží je vedena směrem k Novému Šidlovu a Svojkovu zeleně značená turistická trasa 3953 pozvolna vzhůru po nepříliš vysokém hřebeni až k jeho nejvyššímu místu, Oboře.  Oproti středu Zákup je vyšší zhruba o 100 metrů. Celý hřeben je dlouhý zhruba 1 km, zarostlý, přesto jsou z něj místa, odkud je vidět daleko směrem na Bezdězy, Kokořínsko, Českou Lípu.
Výšina i s okolím je řazena do Zákupské pahorkatiny.

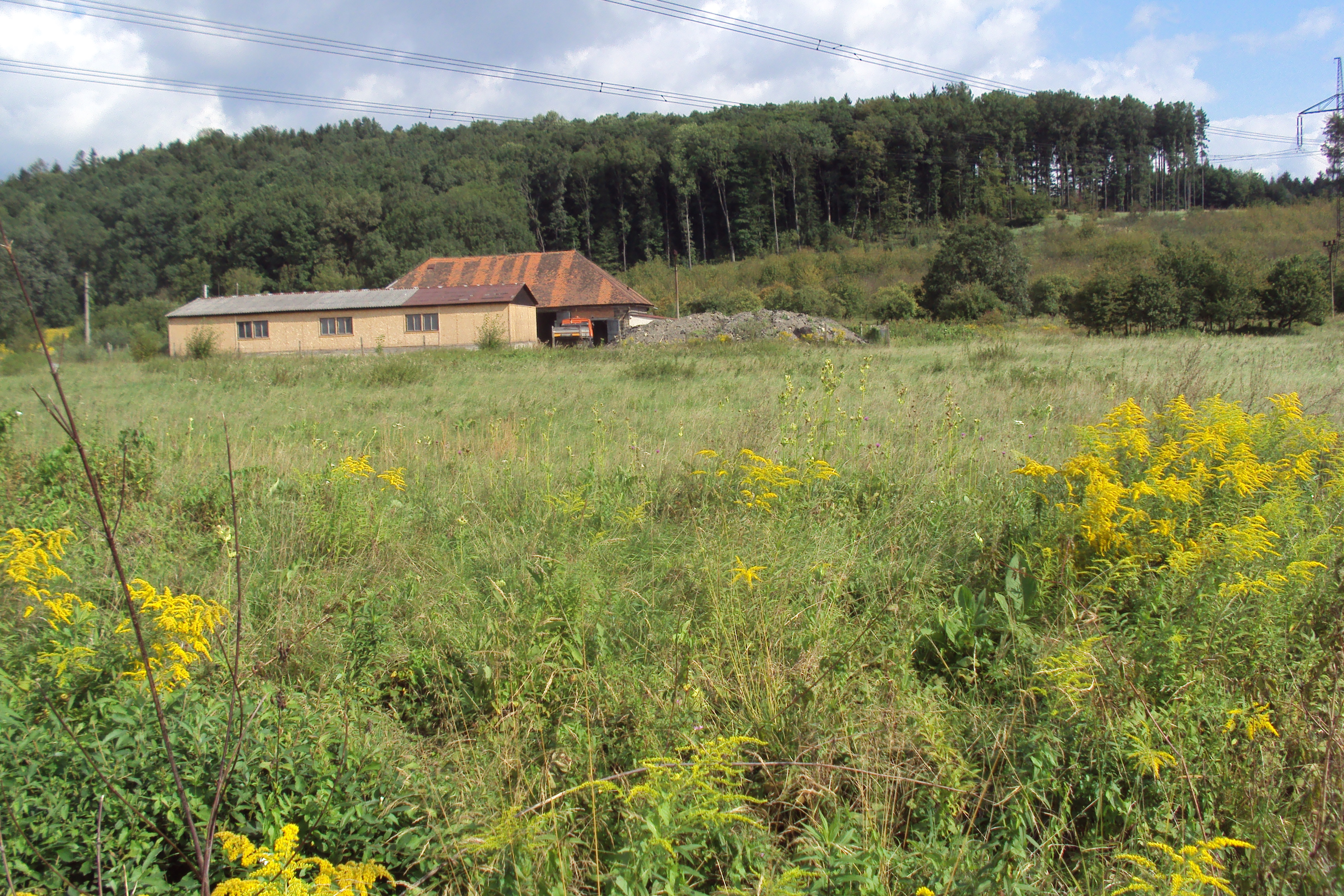
Mariánská výšina z jihu, od Podlesí

Jméno má Mariánská výšina podle velkokněžny Anny Marie Toskánské, majitelky rozsáhlého zákupského panství. Nechala si zde postavit počátkem 18. století letohrádek s vyhlídkou a chodívala, či jezdívala sem z nedalekého zákupského zámku na procházky. Pod výšinou nechala vybudovat dodnes existující Panin rybník, dnes náležící Dobranovu a proto přezdívaný Dobranovský. Nejbližší osadu představuje Podlesí, což je část Zákup.

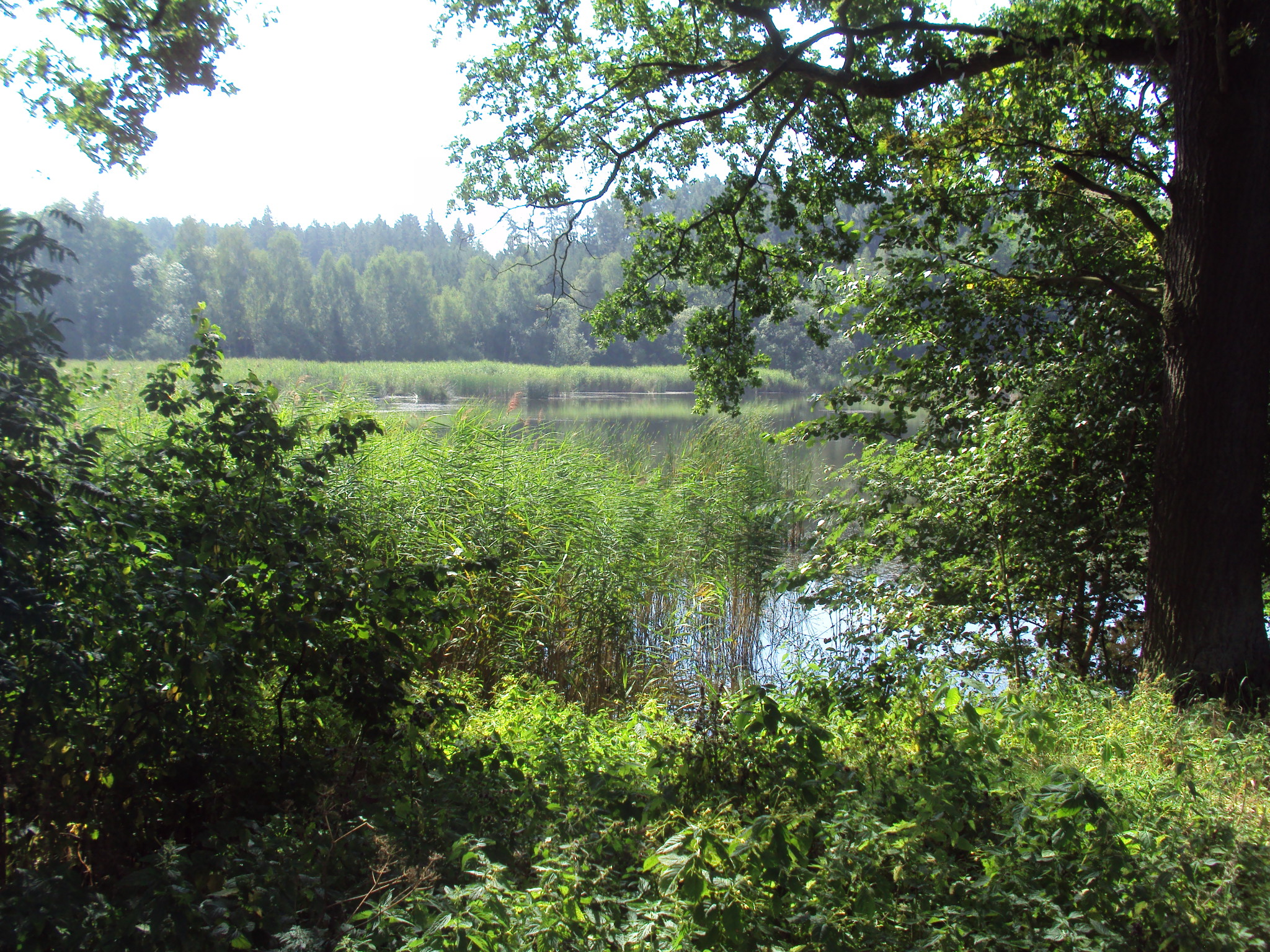
Panin rybník pod výšinou

V denních hlášením ze zámku Zákupy je uchován zápis z 23. července 1855, kdy císař Ferdinand se svou mnohačetnou návštěvou podnikl výlet na Mariánskou výšinu, kde měli u zdejšího pavilonu připravené občerstvení a kde jim zahrála hudba zákupských střelců.